# 黄定承
黄定承（1963年5月—），贵州晴隆人，苗族，中国共产党党员。中华人民共和国政治人物，第十三届全国人民代表大会贵州省代表。現擔任贵州出版集团有限公司董事長。

## 生平
1989年加入中国共产党。2014年2月，任贵州省新闻出版广电局副局长。2016年任贵州出版集团有限公司董事長。2018年，黄定承被选为贵州省出席第十三届全国人民代表大会代表。